# Bitwa o Borneo Północne
Bitwa o Borneo Północne – starcie zbrojne stoczone pomiędzy siłami alianckimi i japońskimi pomiędzy 10 czerwca a 15 sierpnia 1945 roku w Borneo Północnym. Bitwa była częścią większej kampanii o Borneo prowadzonej w końcowym etapie wojny na Pacyfiku. Obejmowała serię operacji desantowych sił australijskich w różnych punktach na wyspie Borneo wokół Zatoki Brunei i na wyspach położonych wokół niej. Japoński opór wobec desantów był początkowo bardzo słaby, chociaż w miarę postępu kampanii doszło do wielu poważnych starć, a obie strony poniosły znaczne straty, chociaż główne walki były w dużej mierze ograniczone do wyspy Labuan i okolic miasta Beaufort. Podczas gdy konwencjonalne operacje sił alianckich na Borneo koncentrowały się głównie na obszarach przybrzeżnych wokół Zatoki Brunei, w głębi wyspy siły partyzanckie składające się z członków plemienia Dajaków i niewielkiej liczby personelu alianckiego z Services Reconnaissance Department toczyły z Japończykami walkę nieregularną. Alianci odnieśli sukces w przejęciu kontroli nad regionem, jednak wiele strategicznych korzyści, jakie dawało kontrolowanie Północnego Borneo, straciło znaczenie przez nagłe zakończenie wojny w sierpniu 1945 roku.

## Tło

### Sytuacja strategiczna i planowanie
Bitwa o kryptonimie operacja Oboe Six była częścią drugiej fazy operacji alianckich mających na celu zdobycie wyspy Borneo. Borneo Północne było okupowane przez oddziały Cesarskiej Armii Japońskiej od początku 1942 roku po japońskiej inwazji na Borneo; przedtem obszar ten był brytyjską posiadłością kolonialną. Po zajęciu tego obszaru lokalne zasoby ropy naftowej były eksploatowane na potrzeby japońskiego wysiłku wojennego. Ludność wyspy była w tym czasie poddawana surowej polityce okupacyjnej. Doprowadziło to do buntu w Jesselton pod koniec 1943 roku, który został stłumiony przez Japończyków, powodując duże straty wśród ludności cywilnej.
Pierwszy etap kampanii alianckiej na Borneo rozpoczął się w maju 1945 roku, kiedy na wyspie Tarakan, po północno-wschodniej stronie Borneo, wylądował ekwiwalent brygady. Operację w Północnym Borneo zaplanowało dowództwo Południowo-Zachodniego Pacyfiku gen. Douglasa MacArthura. Zaprojektowana w trzech fazach — przygotowawcze bombardowanie, desant morski i natarcie w głąb lądu — operacja aliancka miała na celu utworzenie „wysuniętej bazy floty” dla Brytyjskiej Floty Pacyfiku w Zatoce Brunei, która zapewniłaby aliantom pełnomorski port, do wykorzystania w późniejszych operacjach. Dalsze cele obejmowały przejęcie ogromnych zapasów ropy i kauczuku dostępnych w tym regionie i ponowne ustanowienie brytyjskiej administracji cywilnej. Zamierzano również zdobyć Labuan, aby kontrolować wejście do Zatoki Brunei i rozwinąć go jako bazę lotniczą. W fazie planowania operacji, poszczególne dowództwa alianckie różniły się w swoich opiniach na temat konieczności zajęcia Borneo, a brytyjski Komitet Szefów Sztabów uważał, że zagospodarowanie tego obszaru zajmie zbyt dużo czasu, aby można było go jeszcze wykorzystać w tej wojnie. Obawiano się również, że odciągnie to Brytyjską Flotę Pacyfiku od głównego teatru działań u wybrzeży Japonii i zamiast tego opowiadali się za utworzeniem bazy floty na Filipinach. Amerykańskie Kolegium Połączonych Szefów Sztabów zatwierdziło jednak operację, wierząc, że może ona wesprzeć przyszłe operacje w Azji Południowo-Wschodniej.

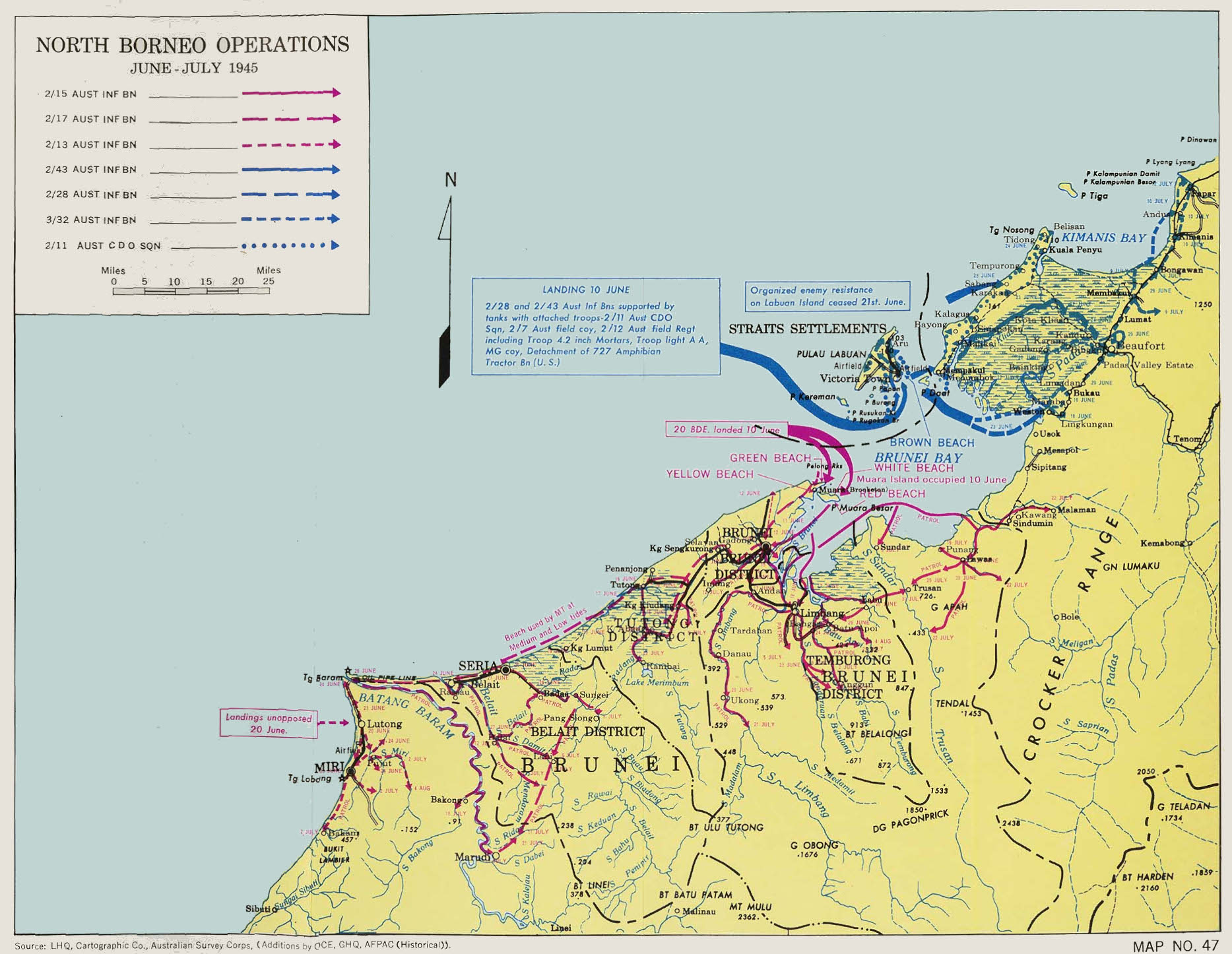
Mapa pokazująca ruchy głównych australijskich jednostek piechoty w Borneo Północnym

Przygotowując się do lądowań, począwszy od marca, Services Reconnaissance Department (znany również jako Special Operations Australia) rozpoczął operację Agas w Północnym Borneo i operację Semut w Sarawaku; były to tajne operacje mające na celu zebranie informacji wywiadowczych i zorganizowanie lokalnych plemion do przeprowadzenia operacji partyzanckich po głównych lądowaniach. Ostatecznie pięć oddziałów alianckich miało zostać wprowadzonych na Borneo w ramach operacji Agas, podczas gdy cztery zostały rozmieszczone w ramach operacji Semut. Wstępne bombardowanie północnego Borneo przez australijskie i amerykańskie samoloty rozpoczęło się 3 maja, po czym skoncentrowano się na głównych obszarach lądowania 5 czerwca. W międzyczasie trałowce zaczęły oczyszczać linie komunikacyjne dla dużej alianckiej floty wojennej, która została przydzielona do wsparcia operacji. Siły te zostały oznaczone jako Task Force 78.1 i składały się z australijskich i amerykańskich okrętów wojennych pod dowództwem kontradmirała Forresta B. Royala. Początkowo alianci planowali rozpocząć operacje w Północnym Borneo pod koniec maja, ale niedobory środków transportu opóźniły przeniesienie wojsk szturmowych do ich bazy postojowej na wyspie Morotai i spowodowały opóźnienie operacji do początku czerwca.

### Siły przeciwników
Alianci skierowali łącznie 29 000–30 000 ludzi do zajęcia Północnego Borneo, przy czym większość sił lądowych stanowiła australijska 9 Dywizja Piechoty pod dowództwem gen. mjr George’a Woottena. 9 Dywizja składała się z trzech brygad — 20., 24. i 26 Brygady — jednak w czasie operacji na Północnym Borneo 26 Brygada była zaangażowana na Tarakanie, po odłączeniu się od dywizji w maju 1945 roku, więc tylko dwie brygady zostały przydzielone do operacji w Północnym Borneo. 9 Dywizja była formacją doświadczoną w bojach, której żołnierze wcześniej służyli w Afryce Północnej, na Bliskim Wschodzie i w Nowej Gwinei. Przed kampanią o Borneo dywizja odpoczywała i reorganizowała się na płaskowyżu Atherton w stanie Queensland. Dywizja doświadczyła dużej rotacji personelu po kampanii na półwyspie Huon, ponieważ wielu żołnierzy zostało zwolnionych z przyczyn zdrowotnych lub przeniesionych do innych jednostek. Wsparcie morskie zapewniała United States Navy i Royal Australian Navy, a wsparcie lotnicze amerykańska 13 Armia Lotnicza, komponenty lotnicze United States Marine Corps i elementy 1 Taktycznej Armii Powietrznej Royal Australian Air Force. Dwie jednostki Armii Stanów Zjednoczonych, 727. batalion pojazdów amfibijnych, który obsługiwał łodzie LVT, oraz batalion łodzi 593 Pułku Inżynieryjnego i Brzegowego, również zostały przydzielone do Australijczyków.
W międzyczasie wywiad aliancki oszacował, że na Borneo znajdowało się około 31 000 żołnierzy japońskich, z czego około 8800 w Północnym Borneo. Japońska 37 Armia, dowodzona przez gen. por. Masao Babę, otrzymała zadanie obrony tego obszaru i miała swoją kwaterę główną w Jesselton. Główne jednostki japońskie w pobliżu obejmowały elementy 56 Samodzielnej Brygady Mieszanej, składającej się z sześciu batalionów (od 366. do 371.), wraz z innym samodzielnym batalionem. Brygadą dowodził gen. mjr Taijiro Akashi. Została ona utworzona w Japonii w drugiej połowie 1944 roku i przybyła na Borneo pod koniec tego roku, gdy wojska garnizonowe z tego obszaru zostały zreorganizowane w celu obrony przed przyszłymi lądowaniami aliantów. Do połowy 1945 roku brygada została mocno uszczuplona przez jej przemarsz z północno-wschodniej części Borneo przed lądowaniem aliantów i miała około połowy etatowych stanów; jej żołnierze byli w większości niedoświadczeni, słabo uzbrojeni i cierpieli na bardzo niskie morale. Japońskie siły powietrzne w regionie zostały mocno uszczuplone i, z wyjątkiem Jawy oraz Sumatry, były nieskuteczne, chociaż w Keningau i Kuching znajdowała się niewielka liczba samolotów.

## Bitwa

### Labuan

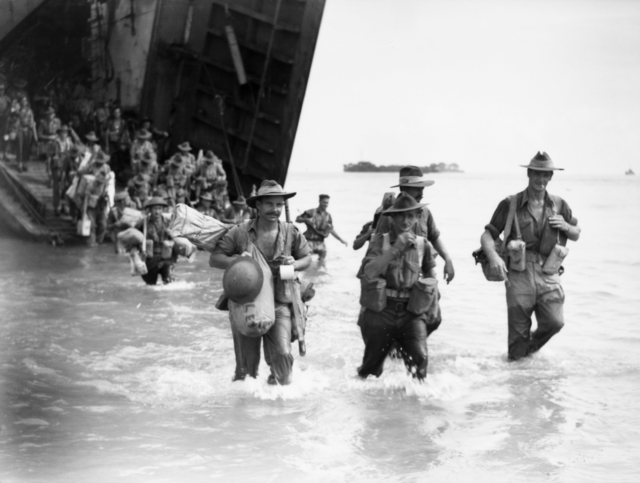
Australijczycy z 24 Brygady lądują na Labuanie 10 czerwca 1945 roku

Australijczycy przeprowadzili dwa główne lądowania w Północnym Borneo 10 czerwca. Po skoncentrowaniu sił na wyspie Morotai w maju, gdzie prowadzono próby lądowania, siły desantowe składające się z 85 okrętów – głównie z United States Navy – wyruszyły na początku czerwca, prowadzone przez trałowce i okręty hydrograficzne, a także grupę szturmową marynarki wojennej. Pierwsze lądowanie miało miejsce, gdy dwa bataliony 24 Brygady bryg. Selwyna Portera – 2/28. i 2/43. – zeszły na brzeg Labuanu wraz ze szwadronem czołgów Matilda z 2/9 Pułku Pancernego. Trzeci batalion 24 Brygady, 2/32., został rozmieszczony w rezerwie dywizyjnej na potrzeby pierwszego lądowania. Atak poprzedził ciężki ostrzał morski z krążowników, moździerzy i okrętów rakietowych oraz ataki ośmiu dywizjonów ciężkich bombowców B-24 Liberator, które użyły bomb przeciwpiechotnych, aby uderzyć w japońskie wojska wokół planowanych przyczółków. Dzięki temu wsparciu główne lądowania aliantów przebiegły w dużej mierze bez oporu, ponieważ japońscy obrońcy wycofali się z plaż na półwyspie, a wyspa Muara została całkowicie opuszczona. Na Labuanie australijskie wojska wylądowały w pobliżu Victorii i wspierane przez ciężką artylerię oraz wsparcie ogniowe z morza, dwa bataliony ruszyły w kierunku lotniska. Lekki opór został szybko pokonany, a miasto i lotnisko zdobyte pod koniec pierwszego dnia operacji. Tymczasem 2/11. szwadron komandosów zapewniał osłonę zachodniej flanki.
Pomimo początkowego postępu, walki na Labuanie nasiliły się w późniejszym czasie, gdy japońscy obrońcy wycofali się w głąb wyspy na silnie ufortyfikowaną pozycję znaną jako „kieszeń” i próbowali zatrzymać Australijczyków wzdłuż grzbietów porośniętych gęstą dżunglą i pełnych bagien. 2/12. szwadron komandosów został sprowadzony na brzeg z rezerwy dywizyjnej 12 czerwca i otrzymał zadanie oczyszczenia zewnętrznych obszarów oporu, które zostały pominięte podczas początkowego natarcia na wyspę. Do 14 czerwca Australijczycy zajęli wyspę z wyjątkiem „kieszeni”. Pomimo znacznego wsparcia artyleryjskiego i pancernego, atak na poziomie kompanii przeprowadzony przez 2/28. batalion został odparty 14 czerwca, w wyniku czego poproszono o dalsze ostrzały przygotowawcze w celu osłabienia japońskiej obrony. Na tym etapie wojny australijscy dowódcy otrzymali ścisłe rozkazy ograniczenia strat własnych i „unikania niepotrzebnego ryzyka”, dlatego wykorzystywali wsparcie ogniowe, gdzie tylko było to możliwe, aby skruszyć japońską obronę przed atakiem. Począwszy od 17 czerwca na obszarze „kieszeni” było prowadzone intensywne trzydniowe bombardowanie morskie i powietrzne. W międzyczasie 100 Japończyków wyrwało się z pozycji i zaatakowało australijskich inżynierów naprawiających lotnisko. Australijczycy rozpoczęli ponowny atak 21 czerwca. Dwie kompanie piechoty z 2/28. batalionu zaatakowały japońską pozycję. Wspierani przez pośrednie wsparcie ogniowe z morza i powietrza oraz bezpośrednie wsparcie ogniowe z czołgów wyposażonych w miotaczy ognia, Australijczycy przytłoczyli japońskich obrońców i usunęli pozostały opór z Labuanu. Po bitwie policzono 180 zabitych Japończyków, co zwiększyło łączną liczbę zabitych podczas walk na Labuanie do 389. Australijczycy stracili 34 zabitych i 93 rannych.

### Brunei i wyspa Muara

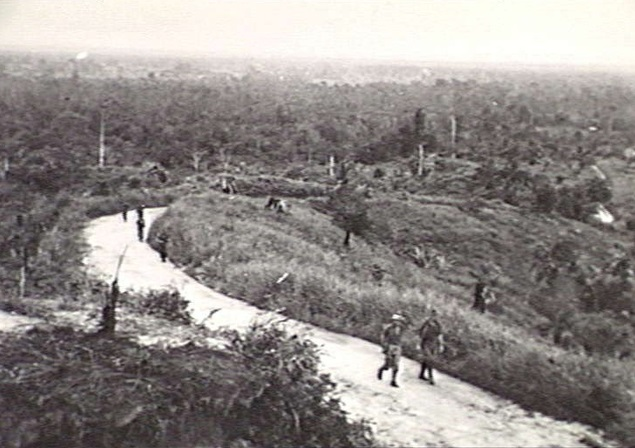
Oddziały z 2/13. batalionu patrolujące okolice Miri, sierpień 1945

Drugie lądowanie aliantów, które miało miejsce 10 czerwca, składało się z dwóch batalionów 20 Brygady pod dowództwem bryg. Victora Windeyera – 2/15. i 2/17. – lądujących na wyspie Muara i na półwyspie na północ od Brooketon, wspieranych przez drugi szwadron Matyld z 2/9 Pułku Pancernego. Trzeci batalion 20 Brygady, 2/13., został zatrzymany w rezerwie brygady. Tymczasem w głębi wyspy plemiona Dajaków wspierane przez alianckich agentów rozpoczęły swoją kampanię partyzancką 9 czerwca. Słabo uzbrojeni i z ograniczonym przeszkoleniem, partyzanci starali się nękać wycofujących się Japończyków, unikając przy tym decydującego starcia. W tej roli odnieśli pewne sukcesy, ale w niektórych przypadkach byli zmuszeni do wycofania się w obliczu silnego oporu. Wojska, które wylądowały w pobliżu Brooketon, posuwały się naprzód w kierunku Brunei, które zostało zdobyte 13 czerwca przez 2/17. batalion po kilku mniejszych akcjach na szczeblu sekcji i plutonu w ciągu kilku dni. 2/15. batalion, który wcześniej zdobył wyspę Muara, zajął Limbang 18 czerwca, posuwając się barkami desantowymi w górę rzeki na południowy zachód od Zatoki Brunei. Do dwóch batalionów 20 Brygady dołączył teraz 2/13. batalion, który przeprowadził bezproblemowe lądowanie w Lutong 20 czerwca, wspierany przez myśliwce Spitfire i Kittyhawk operujące z Labuanu, po czym kontynuował natarcie wzdłuż południowo-zachodniego wybrzeża, a następnie lądem, przechodząc przez Miri i Seria w drodze do Kuching.
W Seria Australijczycy znaleźli 37 płonących szybów naftowych, które zostały celowo podpalone przez Japończyków podczas wycofywania się, a inżynierowie z 2/3. kompanii polowej zostali wezwani do ugaszenia pożarów, zadanie to zajęło ponad trzy miesiące. Kuala Belait zostało osiągnięte 24 czerwca. Po zdobyciu celów, 20 Brygada rozpoczęła operacje patrolowe, używając barek desantowych do szybkiego przemieszczania się wzdłuż różnych rzek i strumieni, które przerywały linię brzegową. Początkowym priorytetem japońskich wojsk na Borneo było wycofanie się w głąb lądu. W rezultacie doszło tylko do drobnych starć z japońskimi strażami tylnymi, które były słabo wyposażone i niedoświadczone. Opór i agresywność wśród tych elementów nasiliły się dopiero, gdy Australijczycy zajęli Miri. Generalnie, siły partyzanckie we wnętrzu wyspy prowadziły swoje operacje niezależnie od sił konwencjonalnych, które koncentrowały się głównie na obszarach przybrzeżnych, jednak w trakcie kampanii osiągnięto także pewne skoordynowane działania. W lipcu partyzanci przydzieleni do operacji Semut zdobyli Marudi nad rzeką Barem, w ramach działań mających na celu odcięcie drogi japońskiego odwrotu z Miri. Silny japoński kontratak odbił wioskę z rąk lekko uzbrojonych bojowników, po czym partyzanci połączyli się z australijską piechotą z 2/17 batalionu, aby zdobyć ją ponownie 15 lipca. W trakcie ich zaangażowania w kampanię straty 20 Brygady były stosunkowo niewielkie i wyniosły tylko 40 ofiar. Przez cały koniec czerwca i lipiec samoloty RAAF, w tym Mosquito i Beafighter, atakowały japońskie cele w całym Północnym Borneo, w tym barki, statki, koszary i lotniska, zatapiając 800-tonowy statek w pobliżu rzeki Tabuan i niszcząc kilka japońskich samolotów na ziemi. Stare samoloty Wirraway były również wykorzystywane do prowadzenia rozpoznania taktycznego, a inne myśliwce wykonywały loty bezpośredniego wsparcia powietrznego.

### Weston
Kolejne lądowanie sił alianckich miało miejsce 16 czerwca na głównej wyspie Borneo w Weston, w północno-wschodniej części Zatoki Brunei. 2/32. batalion, który wcześniej był trzymany jako rezerwa dywizyjna, zszedł na brzeg w pobliżu Zatoki Padas. Po zajęciu Weston wysłano patrole do Beaufort, które znajdowało się 23 km w głąb lądu. Ze względu na brak dróg i niemożność obrony linii kolejowej prowadzącej do miasta, postanowiono posuwać się wzdłuż rzeki Klias, podczas gdy siły drugorzędne przemieszczały się wzdłuż rzeki Padas. Częścią tej fazy operacji były drobne lądowania w Mempakul 19 czerwca i w Sabang 23 czerwca przez elementy 2/43. batalionu i 2/11. szwadronu komandosów. Kibidang został zdobyty tego samego dnia przez 2/43., podczas gdy 2/32. posuwał się dalej wzdłuż rzeki Padas, aż oba bataliony połączyły się. Następnie posiłki w postaci dwóch kompanii z 2/28. batalionu zostały przeniesione z Labuanu, aby przejąć ochronę tylnego obszaru, podczas gdy opracowywano plany głównego ataku na Beaufort.

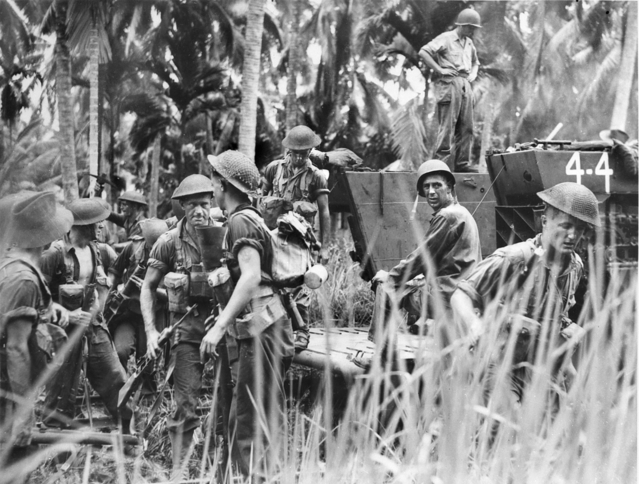
Żołnierze australijskiego 2/32. batalionu lądują w Weston na pokładach amerykańskich pojazdów desantowych

Alianci ocenili, że Beaufort, który leżał na głównej japońskiej drodze odwrotu, był utrzymywany przez 800 do 1000 japońskich żołnierzy, którzy będą starali się utrzymać otwarte kluczowe drogi ewakuacyjne. 27 czerwca Australijczycy zaatakowali miasto. 2/43. batalionowi przydzielono zadanie głównego ataku, podczas gdy 2/32. batalion odpowiadał za ochronę flanki. Pomimo ograniczeń spowodowanych ulewnymi deszczami i trudnym terenem, 2/32. batalion zajął południowy brzeg rzeki Padas, podczas gdy jedna kompania z 2/43. batalionu została wysłana, aby zdobyć miasto, a kolejna maszerowała na flanki, aby stworzyć zasadzki wzdłuż trasy, którą Japończycy mieli się wycofać. 2/28. batalion zajął linie komunikacyjne na północ od rzeki. Opór japońskich obrońców nie był skoordynowany i w rezultacie Australijczycy zajęli swoje cele do zapadnięcia zmroku. Jednakże przez całą noc Japończycy przeprowadzili sześć desperackich kontrataków, które ostatecznie przerodziły się w walkę wręcz. W trakcie tych działań jedna kompania została odcięta, a następnego ranka, 28 czerwca, wysłano inną, aby jej pomóc, atakując japońskie siły od tyłu. Przedzierając się przez liczne japońskie pozycje przez całe popołudnie, kompania osiągnęła wreszcie swój cel wczesnym wieczorem i rozpoczęła atak, zabijając co najmniej 100 japońskich żołnierzy. To właśnie w trakcie tej akcji szer. Tom Starcevich z 2/43. batalionu dokonał bohaterskich czynów, za które później został odznaczony Krzyżem Wiktorii.
Do 29 czerwca Japończycy zaczęli wycofywać się z Beaufort w małych grupach. Gdzie indziej, 1 lipca, australijska 7 Dywizja przeprowadziła ostatni etap alianckiej operacji na Borneo, lądując na Balikpapanie, przy południowo-wschodnim wybrzeżu główniej wyspy. W Północnym Borneo siły alianckie zarządziły krótką przerwę, podczas której przybyły posiłki. 2/3 Pułk Przeciwpancerny, używany teraz jako piechota, przybył do Weston 3 lipca, gdzie odciążył 2/28. batalion, który następnie ruszył do Beaufort. 6 lipca australijski postęp został wznowiony. Ze względu na sytuację strategiczną, postanowiono podjąć powolne i ostrożne natarcie, używając ognia pośredniego, aby ograniczyć liczbę ofiar. Do 12 lipca 2/32. batalion zajął Papar, a stamtąd zostały wysłane patrole na północ i wzdłuż brzegów rzeki, gdzie operacje ofensywne dobiegły końca.

## Następstwa
Po zdobyciu Papar Australijczycy zaprzestali działań ofensywnych na Borneo, a sytuacja pozostała w dużej mierze statyczna aż do wejścia w życie zawieszenia broni w połowie sierpnia. Na początku sierpnia 1945 roku zrzucono dwie bomby atomowe na Hiroszimę i Nagasaki, 15 sierpnia cesarz Japonii Hirohito ogłosił zakończenie działań wojennych, a formalną kapitulację podpisano 2 września 1945 roku. W wyniku zawieszenia broni planowana inwazja aliantów na Japonię nie była już konieczna, a strategiczne korzyści uzyskane dzięki zdobyciu Północnego Borneo poszły na marne; obejmowało to także plany rozwowu Zatoki Brunei w bazę morską, co ostatecznie nigdy nie nastąpiło. W pewnym stopniu doprowadziło to w powojennej Australii do twierdzeń, że operacje Oboe — jak również kampanie w regionie Aitape–Wewak na Nowej Gwinei oraz na Wyspie Bougainville’a i Nowej Brytanii — były niepotrzebne i w związku z tym doprowadziły do zbędnych ofiar w ostatnich tygodniach wojny. W trakcie walk na Północnym Borneo Australijczycy stracili 114 zabitych lub zmarłych z powodu ran, podczas gdy kolejnych 221 ludzi zostało rannych. Japończycy w tym czasie stracili co najmniej 1234 ludzi, a 130 zostało pojmanych. Ponadto szacuje się, że kolejnych 1800 Japończyków zostało zabitych przez siły partyzanckie działające wewnątrz wyspy. Siły te zajęły również duże obszary Sarawaku i w południowych częściach Północnego Borneo do zakończenia działań wojennych.

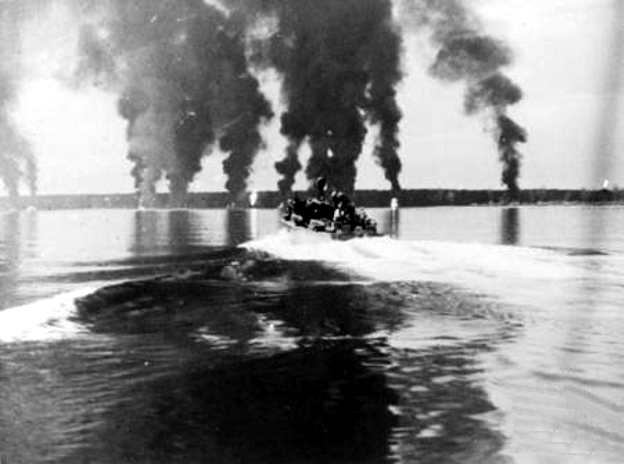
Płonące szyby naftowe w Seria

Po zakończeniu walk Australijczycy rozpoczęli zadanie ustanowienia brytyjskiej administracji cywilnej, odbudowy zniszczonej infrastruktury i zapewnienia opieki nad cywilami, którzy zostali przesiedleni w trakcie walk. Okazało się to znaczącym przedsięwzięciem, w którym 9 Dywizja pracowała nad zakładaniem szpitali, przychodni i szkół. Japończycy nie zapewnili żadnych warunków sanitarnych ani żywności okupowanej ludności, a miejscowi cierpieli na liczne choroby i niedożywienie. Infrastrukturę odbudowali australijscy inżynierowie, a personel medyczny 9 Dywizji udzielał pomocy medycznej miejscowej ludności. Odbudowano również 132-kilometrową linię kolejową North Borneo oraz domy zniszczone podczas bombardowań przed inwazją i w czasie późniejszych walk. Po zawieszeniu broni w Północnym Borneo nadal przebywała duża liczba Japończyków – szacowano, że w październiku 1945 roku w Północnym Borneo nadal przebywało ponad 21 000 japońskich żołnierzy i cywilów – a 9 Dywizja została obarczona odpowiedzialnością za zorganizowanie ich kapitulacji, zaopatrzenie i ochronę jeńców przed samosądami miejscowej ludności. Ich zadaniem było również uwolnienie internowanych cywilów i alianckich jeńców wojennych przetrzymywanych w obozie Batu Lintang w Kuching, a także rozbrojenie partyzantów przydzielonych do operacji Agas i Semut.
W miarę powolnego przywracania administracji cywilnej w październiku 1945 roku rozpoczęła się demobilizacja armii australijskiej. Początkowo proces ten przebiegał powoli, ponieważ było niewielu żołnierzy zdolnych do zastąpienia sił australijskich na Borneo i w związku z tym zwalniano do Australii tylko personel z długim stażem służby. 9 Dywizja pozostała w Północnym Borneo, pełniąc obowiązki garnizonowe do stycznia 1946 roku, kiedy to została zastąpiona przez 32 Brygadę Indyjską, a następnie rozwiązana. Większość personelu 9 Dywizji powróciła do życia cywilnego, jednak w ramach udziału Australii w okupacji Japonii pewna liczba żołnierzy z 9 Dywizji została przeniesiona do 67. batalionu, który formowano jako część 34 Brygady. Według Australian War Memorial, relacje między 9 Dywizją a ludnością cywilną Północnego Borneo były tak silne, że naszywka mundurowa dywizji została po wojnie włączona do herbu Kolonii Brytyjskiego Borneo i pozostała w nim do 1963 roku, kiedy region ten został wchłonięty przez malezyjski stan Sabah.